# Фюш, Жандо
Жандо Фюш (фр. Jeando Fuchs; 11 октября 1997 года, Яунде, Камерун) — камерунский и французский футболист, защитник клуба «Питерборо Юнайтед». Выступал за сборную Камеруна.

## Клубная карьера
Фюш родился в Камеруне, однако ещё в младенчестве вместе с родителями перебрался во Францию. Сменил несколько академий, прежде чем обосновался в «Сошо». 17 августа 2014 года дебютировал во второй команде клуба в поединке против «Флёри». Сразу же стал игроком основы.
22 мая 2015 года в последнем туре Лиги 2 дебютировал в главной команде, выйдя на матч против «Орлеана» в стартовом составе.
В сезоне 2015/16 стал игроком основы «Сошо», приняв участие в 24 матчах, в 19 из которых выходил в стартовом составе. В октябре 2015 года подписал свой первый профессиональный контракт с командой на три года.

## Карьера в сборной
Играл за юношескую сборную Францию различных возрастов. Чемпион Европы 2016 года среди юношей до 19 лет. На турнире провёл все пять игр, во всех пяти выходя в концовке на замену.

## Достижения
- Победитель чемпионата Европы (до 19 лет): 2016